# Between the Bridges
Albums de Sloan
Navy Blues
(1998) Pretty Together
(2001)
Between the Bridges est le cinquième album du groupe de rock canadien Sloan. Sorti sur le label Murderecords en 1999, il poursuit la progression du groupe vers un rock au son très années 1970 mêlé d'influences années 1960 et d'autres plus contemporaines. Il s'agit d'un album crucial pour le groupe qui n'était jamais allé aussi loin jusqu'alors et il contient Losing California qui eut un énorme succès au Canada.

## Titres
Tous les titres sont de Sloan.
1. The N.S. – 4:37
2. So Beyond Me – 2:53
3. Don't You Believe A Word – 3:15
4. Friendship – 3:21
5. Sensory Deprivation – 6:20
6. All By Ourselves – 3:54
7. A Long Time Coming – 4:33
8. Waiting For Slow Songs – 3:15
9. Losing California – 2:56
10. The Marquee And The Moon – 3:09
11. Take Good Care Of The Poor Boy – 3:16
12. Delivering Maybes – 4:22

B-sides
- Summer's My Season (Bonus sur le cd japonais, Don't You Believe A Word single)
- At The Edge Of The Scene (Bonus sur le cd japonais, Don't You Believe A Word single)
- Glad To Be Here (MuchMusic Edgefest 99 compilation)

Singles extraits de l'album
- Losing California (1999)
- Friendship (1999)
- Sensory Deprivation (2000)
- Don’t You Believe A Word (2000)

## Anecdotes
- Le titre de l'album fait référence à la ville d'origine du groupe Halifax, Nouvelle-Écosse et ses deux ponts principaux, le Macdonald Bridge et le MacKay Bridge.
- The N.S. est aussi le surnom de l'hôpital psychiatrique d'Halifax.
- Sensory Deprivation s'intitulait au départ Blood Pressure, et fait référence au film de Ken Russell Au-delà du réel.
- The Marquee and the Moon fait référence d'une part à l'album de Television Marquee Moon, mais aussi à un club d'Halifax The Marquee. L'étage inférieur du club est appelé Hell's Kitchen, cité dans les paroles : Their clientele can go to Hell if they want to get in for free, but Hell ain't a bad place to be. Cette dernière phrase fait référence à la chanson d'AC/DC Hell Ain't A Bad Place To Be dont Pentland semble être un grand fan.
- Take Good Care of the Poor Boy est supposé parler du chanteur américain Rufus Wainwright.